# Sargent's Purchase
Sargent's Purchase es un municipio ubicado en el condado de Coös en el estado estadounidense de Nuevo Hampshire. En el año 2010 tenía una población de 3 habitantes y una densidad poblacional de 0,04 personas por km².

## Geografía
Sargent's Purchase se encuentra ubicado en las coordenadas 44°12′55″N 71°18′11″O / 44.21528, -71.30306. Según la Oficina del Censo de los Estados Unidos, el municipio tiene una superficie total de 66.94 km², de la cual 66,92 km² corresponden a tierra firme y (0,02 %) 0,02 km² es agua.

## Demografía
Según el censo de 2010, había 3 personas residiendo en Sargent's Purchase. La densidad de población era de 0,04 hab./km². De los 3 habitantes, Sargent's Purchase estaba compuesto por el 66,67 % blancos, el 33,33 % eran de otras razas. Del total de la población el 33,33 % eran hispanos o latinos de cualquier raza.